# Gronelândia
A Groelândia ou Groenlândia (português brasileiro) ou Gronelândia (português europeu) (em gronelandês: Kalaallit Nunaat, "nossa terra"; em dinamarquês: Grønland, "terra verde") é uma região autónoma do Reino da Dinamarca. O seu território ocupa a ilha com o mesmo nome, considerada a maior do mundo, além de diversas ilhas vizinhas, ao largo da costa nordeste da América do Norte.
As suas costas são banhadas a norte pelo oceano Glacial Ártico, a leste pelo mar da Gronelândia, a leste e sul pelo oceano Atlântico e a oeste pelo mar do Labrador e pela baía de Baffin. A terra mais próxima é a ilha Ellesmere, a mais setentrional das ilhas do Arquipélago Ártico Canadiano, da qual está separada pelo estreito de Nares. Outros territórios próximos são: no mesmo arquipélago canadiano, a oeste, a ilha de Devon e a ilha de Baffin; a sudeste a Islândia; a leste a ilha de Jan Mayen e a nordeste o arquipélago de Esvalbarda, ambos possessões da Noruega.

## Etimologia

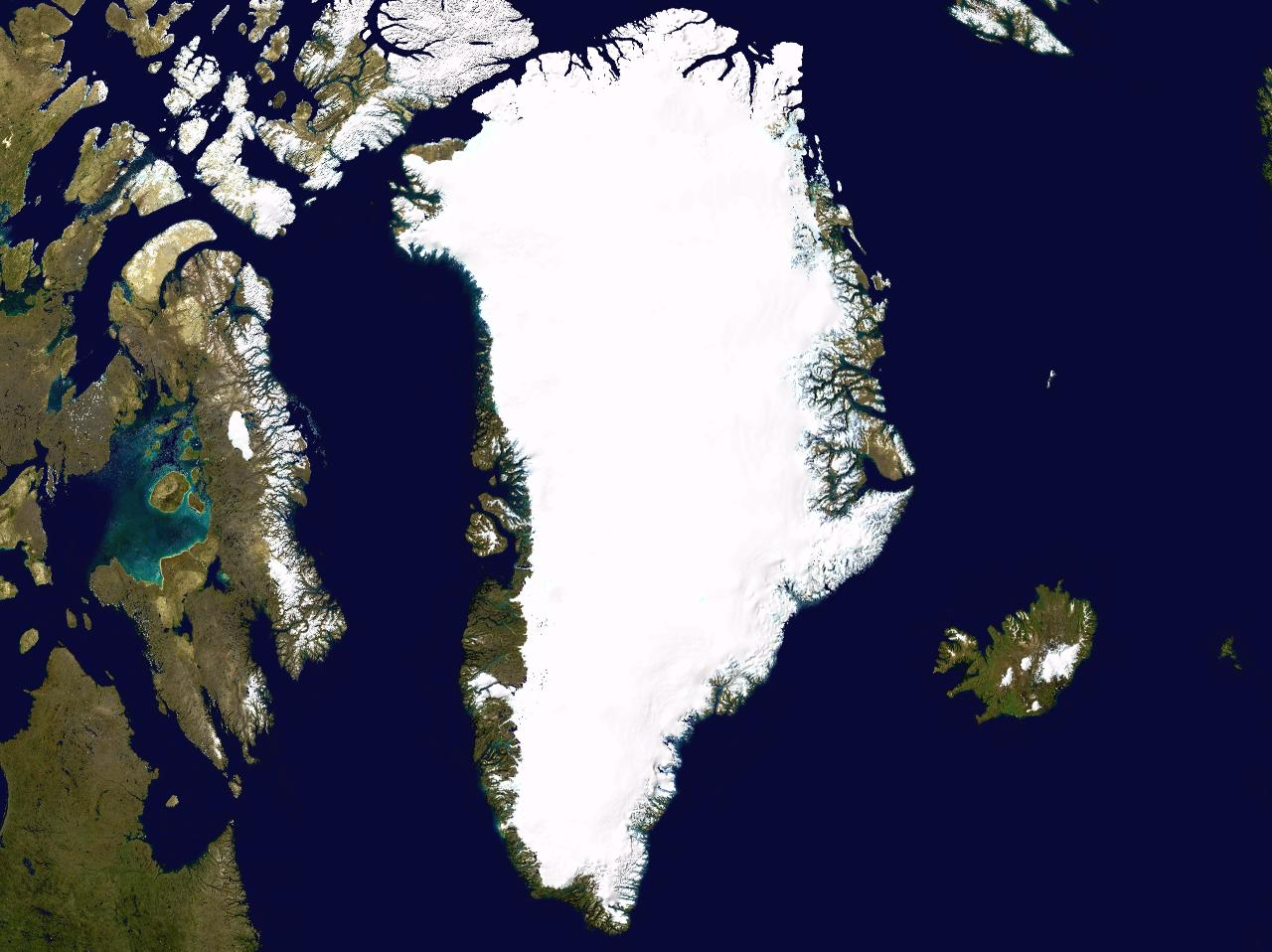
Uma ilha coberta de neve e gelo

O nome geográfico nórdico Grønland – significando ”ilha verde” – foi atribuído em 985 à ilha pelo navegador viking norueguês Erik, o Ruivo, com a intenção de atrair novos colonos.

## História
| A Groenlândia é habitada há uns 5000 anos por povos árticos provenientes originalmente da Sibéria, que se estabeleceram sucessivamente nas terras geladas do Alasca, do Canadá e mais tarde na própria Groenlândia. Vieram em sucessivas vagas de pequenos grupos, e deram origem a várias culturas – como é o caso da ”cultura paleoesquimó” (ca. 2500 a.C.-1500 a.C.), da ”cultura Dorset” (ca. 800 a.C.-1300 d.C.) e da ”cultura Thule” (ca 1200 d.C.-). A atual população inuíte da Groenlândia é descendente da última vaga migratória – portadora da referida ”cultura Thule” – chegada à ilha por volta de 1200. Os noruegueses e islandeses chegaram à Groenlândia por volta de 982 d.C. e iniciaram uma colonização com dois assentamentos junto aos fiordes perto da ponta sudoeste da ilha. Embora existissem assentamentos inuítes na ilha, não parece ter havido inicialmente contactos entre as duas etnias. mas quando finalmente esses contactos tiveram lugar em 1250, parece ter havido um relacionamento conflituoso entre eles. A colonização nórdica decorreu durante cerca de 450 anos, tendo terminado por volta de 1450, quando as suas povoações colapsaram e desapareceram por motivos variados. Após uma ausência de população nórdica – entre os séculos XV e XVIII – a Dinamarca declarou a Groenlândia como colónia da coroa dinamarquesa, e encetou então uma nova ocupação e colonização da ilha. Em 1921, a Dinamarca proclamou a soberania sobre toda a Groenlândia. Em 1953, a Groenlândia deixou de ser colónia e passou a fazer parte da Dinamarca. Em 1979, passou a ser uma região autónoma do Reino da Dinamarca. Em 2008, uma maioria dos groenlandeses votou a favor da independência, tendo então aumentado a sua autonomia regional e ficado reconhecido o direito dos Groenlandeses à independência, quando o quisessem. |

Os dados indicam que, entre 800 e 1300 d.C., as regiões em torno dos fiordes do sul da Gronelândia enfrentaram um clima relativamente ameno em comparação com o de hoje. Árvores e plantas herbáceas cresciam lá, com o clima inicialmente permitindo agricultura e criação de gado como na Noruega. Estas comunidades remotas prosperaram na agricultura, caça e comércio com a Noruega. Quando os reis noruegueses converteram seus domínios ao cristianismo, um bispo foi instalado na Gronelândia, subordinado à Arquidiocese de Nidaros (à época parte da Igreja Católica, hoje parte da Igreja Luterana da Noruega). Os assentamentos parecem ter coexistido relativamente pacificamente com os inuítes, que haviam migrado do sul do Ártico para as ilhas da América do Norte por volta de 1200. Em 1261, a Gronelândia tornou-se parte do Reino da Noruega.
Por volta dos séculos XIV e XV, os assentamentos escandinavos desapareceram, provavelmente devido à fome e conflitos crescentes com os inuítes. Outros motivos como a erosão excessiva do solo, devido à destruição da vegetação natural para a agricultura e a obtenção de relva e madeira e a uma diminuição da temperatura durante a chamada Pequena Era Glacial também favoreceram o desaparecimento dos assentamentos. A condição dos ossos humanos encontrados por arqueólogos a partir deste período indica que a população norueguesa era desnutrida. Sugeriu-se que as práticas culturais, tais como a rejeição de peixes como fonte de alimento e a utilização exclusiva de gado mal-adaptado ao clima da Gronelândia, poderiam ter causado a fome, e a degradação ambiental levou finalmente ao abandono da colônia. Estudos deixaram claro,[carece de fontes?] porém, que o peixe era importante fonte de alimento para os noruegueses da Gronelândia desde o início do século XIV.
Em 1500, o rei D. Manuel I de Portugal enviou Gaspar Corte Real à descoberta de terras e de uma "Passagem do Noroeste para a Ásia". Corte Real chegou à Gronelândia pensando ser a Ásia, mas não desembarcou. Fez uma segunda viagem à Gronelândia em 1501, com o seu irmão Miguel Corte Real e três caravelas. Encontrando o mar gelado, mudaram a rota e rumaram para Sul, chegando à terra que se pensaram ter sido Labrador e Terra Nova.
Dinamarca-Noruega reafirmou a sua reivindicação latente para a colônia em 1721. Após as Guerras Napoleônicas, separou-se a Noruega da Dinamarca por exigência do Congresso de Viena, através daquele que ficou conhecido como Tratado de Kiel (1814). A Noruega uniu-se então à Suécia, situação que perduraria até 1905. A Dinamarca manteve as colônias da Islândia, ilhas Feroé e Gronelândia. Governou também a Índia Dinamarquesa (Tranquebar) de 1620 a 1869, a Costa do Ouro Dinamarquesa (Gana) de 1658 a 1850 e as Índias Ocidentais Dinamarquesas (atuais ilhas Virgens Americanas) de 1671 a 1917.
Durante a Segunda Guerra Mundial, a ligação entre Gronelândia e Dinamarca foi interrompida em 9 de abril de 1940, por ocasião da ocupação da Dinamarca pelas tropas da Alemanha Nazi. A Gronelândia foi capaz de comprar mercadorias provenientes dos Estados Unidos e do Canadá, através da venda de criolita da mina de Ivigtût. Durante a guerra o sistema de governo mudou. O governador Eske Brun governou a ilha através de uma lei de 1925 que permitia a governadores assumir o controle sob circunstâncias extremas. O outro governador, Aksel Svane, foi transferido para os Estados Unidos, para liderar uma comissão de abastecimento da Gronelândia. A Sirius Patrol, guardando a costa nordeste da Gronelândia usando trenós puxados por cachorros, detetou e destruiu várias estações meteorológicas alemãs, dando à Dinamarca uma posição melhor no tumulto pós-guerra.
A Gronelândia foi uma sociedade protegida e muito isolada até 1940. O governo dinamarquês, que governava a sua colônia, acreditava que a sociedade iria enfrentar exploração do mundo exterior ou até mesmo extinção se o país fosse aberto. Porém, durante a Segunda Guerra Mundial, a Gronelândia desenvolveu um senso de autoconfiança através do seu autogoverno e comunicação independente com o mundo exterior.
Entretanto, uma comissão em 1946 (com o maior conselho Gronelandês, o Landsrådet, como participante) recomendou paciência e nenhuma reforma radical do sistema. Dois anos mais tarde o primeiro passo em direção à mudança de governo foi dado, quando uma grande comissão foi fundada. Em 1950 o relatório (G-50) foi apresentado. A Gronelândia deveria ser uma afluente sociedade moderna com a Dinamarca como patrono e exemplo. Em 1953, a Gronelândia foi feita parte do reino dinamarquês. A autonomia foi concedida em 1979. A Gronelândia possui grupos que almejam sua independência.
Durante a Segunda Guerra Mundial, a Gronelândia se separou de fato, tanto social como economicamente, da Dinamarca, aproximando-se mais dos Estados Unidos e Canadá. Depois da guerra, o controle da ilha voltou à Dinamarca, retirando-se seu status colonial, e, apesar da Gronelândia continuar sendo parte do Reino da Dinamarca, é autônoma desde 1979. A ilha foi o primeiro território que deixou a União Europeia, se bem que possua o status de estado associado.

## Geografia

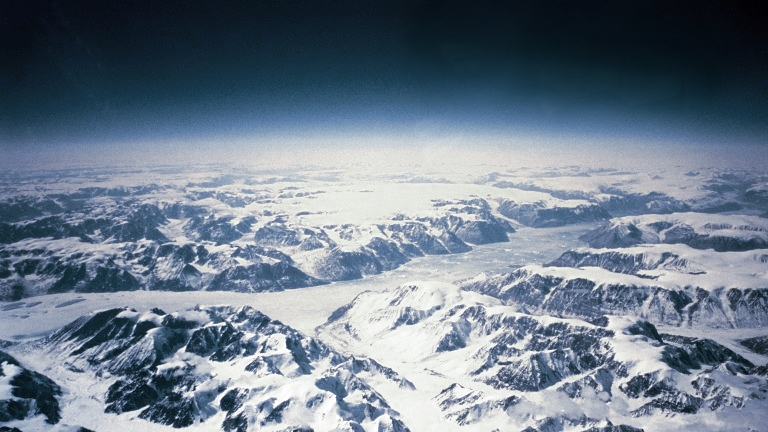
Costa sudeste da Gronelândia

A Gronelândia é uma região autónoma dinamarquesa que ocupa a ilha do mesmo nome e ilhas adjacentes, ao largo da costa nordeste da América do Norte.
As costas gronelandesas dão, a norte, para o oceano Glacial Árctico, a leste para o mar da Gronelândia, a leste e sul para o oceano Atlântico e a oeste para o mar do Labrador e baía de Baffin. A terra mais próxima é a ilha Ellesmere, a mais setentrional das ilhas do Arquipélago Árctico Canadiano, da qual está separada pelo estreito de Nares. Outros territórios próximos são: no mesmo arquipélago do Canadá, a oeste, a ilha de Devon e a ilha de Baffin; a sueste, a Islândia; a leste, a ilha de Jan Mayen, e a nordeste o arquipélago de Spitzbergen, ambos possessões da Noruega.
A Gronelândia é a maior ilha do mundo e tem mais de 44 000 km de linha de costa. A população é escassa, confinada a pequenos povoados na costa. A ilha tem a segunda maior reserva de gelo do mundo, apenas ultrapassada pela Antártida.
A vegetação é em geral esparsa, com uma pequena zona de floresta no município de Nanortalik no extremo sul, perto do cabo Farvel. O vale Qinngua é notável por ser a única floresta natural da Gronelândia. Ele possui aproximadamente 15 km de norte a sul, terminando no lago Tasersuag.
O clima é ártico a subártico com verões frescos e invernos muito frios. O território é geralmente pouco montanhoso, existindo uma camada de gelo de declive gradual que cobre quase toda a ilha. A costa é maioritariamente rochosa e com falésias. O ponto de menor altitude é o nível do mar e o mais alto é o Gunnbjørn (3 700 m). O extremo norte da ilha é o cabo Morris Jesup, descoberto pelo almirante Robert Peary em 1909.
Uma nova expedição da Gronelândia descobriu uma porção de terra, com 30 m de largura, próxima a Oodaaq. A pequena ilha apareceu por conta de uma movimentação na camada de gelo do ártico. Ela tem um pequeno pico de 3 m de altura e é formada pelo acúmulo de lama e sedimentos que se desprenderam das geleiras.

## Demografia

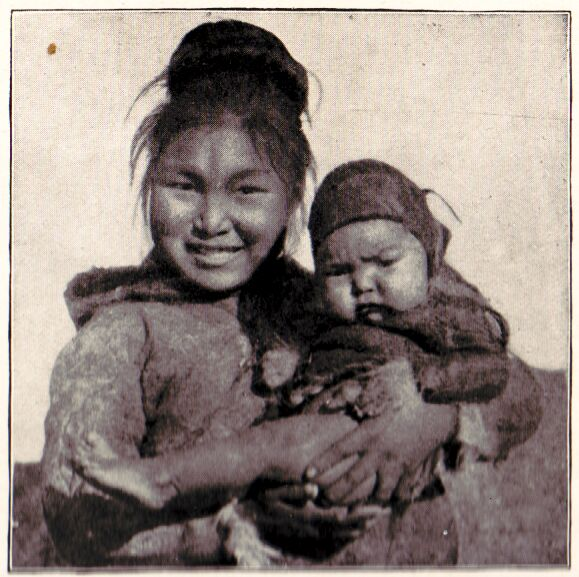
Mãe e filho inuítes (c. 1901)

A Gronelândia tem uma população de 56,699 (2024) dos quais 88% são inuítes e 7% dinamarqueses (2018). A maioria da população é luterana. Quase todos os groenlandeses vivem ao longo de fiordes, no sudoeste da ilha, que possue um clima relativamente ameno.

### Religião
| religião          |                   |  | porcentagem |       |
| Cristianismo      | Cristianismo      |  | 96,6%       | 96,6% |
| Sem religião      | Sem religião      |  | 2,2%        | 2,2%  |
| Religiões étnicas | Religiões étnicas |  | 0,7%        | 0,7%  |
| Outras religiões  | Outras religiões  |  | 0,5%        | 0,5%  |

A principal religião é o cristianismo, praticado por 96,6% dos habitantes. O luteranismo é a maior denominação cristã praticada no território. 2,2% da população constituem-se por não religiosos, enquanto as religiões étnicas e outras religiões constituem 0,7% e 0,5% da população, respetivamente.
A parte bíblica do Novo Testamento foi traduzido para o gronelandês de 1766 a 1893. A primeira tradução da Bíblia inteira foi concluída em 1900. Uma nova tradução foi concluída em 2000.
Os habitantes da Gronelândia foram cristianizados pelos missionários noruegueses e dinamarqueses entre os séculos XVII e XIX. Ainda há missionários cristãos lá, principalmente dos movimentos carismáticos.

### Língua
O groenlandês é a língua oficial da Gronelândia. O dinamarquês é ensinado na escola a partir do primeiro ano como segunda língua, para a maior parte dos alunos. Hoje em dia há um uso crescente do inglês.
Tanto o gronelandês quanto o dinamarquês foram utilizados em assuntos públicos desde o estabelecimento do governo autônomo em 1979, e a maioria da população fala ambas as línguas. O gronelandês, falado por cerca de 50 000 pessoas, algumas das quais são monolíngues, tornou-se a única língua oficial em junho de 2009. Uma minoria dinamarquesa de migrantes sem ancestrais inuit falam o dinamarquês como sua primeira ou única língua, e o dinamarquês, que previamente era uma das línguas oficiais, permanecerá como uma língua de educação mais alta. O inglês é vastamente falado como um terceiro idioma. A Gronelândia tem 100% de taxa de alfabetismo.
O gronelandês é a língua mais popular da família de línguas esquimo-aleútes e possui mais falantes que todas as outras línguas da família juntas. Dentro da Gronelândia, três principais dialetos são reconhecidos: o dialeto do norte Inuktun ou Avanersuarmiutut falado por cerca de 1 000 pessoas na região de Qaanaaq, o gronelandês ocidental ou Kalaallisut que serve de padrão à língua oficial, e o dialeto do leste Tunumiit oraasiat ou Tunumiutut falado na parte oriental da Gronelândia.

## Política

A Gronelândia é formalmente uma região autónoma e um dos 3 países constituintes do Reino da Dinamarca.				
Por opção própria, deixou em 1985 a então Comunidade Europeia, embora a Dinamarca continue a integrar a atual União Europeia.	
Tem como chefe de Estado o rei Frederico X da Dinamarca. Um alto-comissário (rigsombudsmanden) representa a monarquia e o governo dinamarquês, nomeado por este último.
A Gronelândia dispõe de um parlamento (Inatsisartut), eleito de trinta e um membros, e conta com um governo regional (Naalakkersuisut), chefiado por um chefe de governo regional (Naalakkersuisut siulittaasuat), que costuma ser o líder do partido com maioria no parlamento.
Em 2008, uma maioria dos groenlandeses votou a favor da independência, tendo então aumentado a sua autonomia regional (selvstyre) e ficado reconhecido o direito dos Groenlandeses à independência, quando o quisessem. 

## Subdivisões
| As 3 grandes regiões do país: - Kitaa (Vestgrønland; Gronelândia Ocidental) - Tunu (Østgrønland; Gronelândia Oriental) - Avannaarsua (Nordgrønland; Gronelândia Setentrional) As 5 comunas: - Avannaata - Kujalleq - Qeqertalik - Qeqqata - Sermersooq |

A Gronelândia é composta atualmente por 3 grandes regiões: A Gronelândia Ocidental (Kitaa/Vestgrønland), a Gronelândia Oriental (Tunu/Østgrønland) e a Gronelândia Setentrional (Avannaarsua/Nordgrønland).
Está igualmente dividida desde 2018 em 5 municípios: Avannaata, Kujalleq, Qeqertalik, Qeqqata e Sermersooq.
Uma área não incorporada a esses municípios inclui o Parque Nacional do Nordeste da Groenlândia e a Base Espacial de Pituffik (Pituffik Space Base, antiga Base aérea de Thule).

### Comunas
| Comuna     | Sede      | Superficie  | População   | Mapa | Localidades principais                                       |
| ---------- | --------- | ----------- | ----------- | ---- | ------------------------------------------------------------ |
| Avannaata  | Ilulissat | 522 700 km² | 11 000 hab  |      | Ilulissat · Qaanaaq · Upernavik · Uummannaq                  |
| Kujalleq   | Qaqortoq  | 32 000 km²  | 6 500 hab.  |      | Nanortalik · Narsaq · Qaqortoq                               |
| Qeqertalik | Aasiaat   | 62 400 km²  | 6 500 hab.  |      | Aasiaat · Kangaatsiaq · Qasigiannguit · Qeqertarsuaq         |
| Qeqqata    | Sisimiut  | 115 500 km² | 10 000 hab. |      | Maniitsoq · Sisimiut                                         |
| Sermersooq | Nuuk      | 531 900 km² | 23 500 hab. |      | Ittoqqortoormiit · Nuuk · Kangilinnguit · Paamiut · Tasiilaq |

Fonte:

## Economia
Recursos minerais (zinco, chumbo, minério de ferro, carvão, molibdénio, ouro, platina e urânio) são abundantes. A descoberta de petróleo, zinco e ouro, em 1994, promete mudar a economia, ainda bastante dependente da Dinamarca, que também responde por sua defesa e relações externas.
Uma pequena atividade industrial é desenvolvida, principalmente o processamento de peixes e crustáceos (camarão e alabote da Gronelândia); indústria de mineração de anortosito e rubi; produção de artesanato, couros e peles; indústria de conserva e pequenos estaleiros navais, além de produção de energia elétrica.
A caça de foca e baleias marca a vida dos habitantes do norte. A Gronelândia hoje é criticamente dependentes da pesca e do processamento e exportações de pescado, sendo que a indústria da pesca de camarões é de longe a mais rentável.
A agricultura é praticada em assentamentos rurais no município de Kujalleq em estufas e supre 10% do consumo local, sendo produtos principais: batata, maçã, morango, brócolis, couve-flor, repolho e cenoura.
A pecuária consiste principalmente na criação de ovinos, que fornecem 340 t de carne para consumo local e lã destinada a exportação. A estatal Neqi A/S é responsável pelos abates em Nassaq, município de Kujalleq. O rebanho de ovinos somava 19,5 mil cabeças em 2012. Há também criação de cavalos, bovinos e renas.
Apesar de uma promissora retomada das atividades de exploração de hidrocarbonetos e minerais, ainda serão necessários vários anos antes que a produção de hidrocarbonetos seja iniciada. Foi criada a companhia petrolífera estatal NUNAOIL a fim de estimular a indústria de hidrocarbonetos. Foram lançadas ações da empresa estatal Nunamineral na bolsa de valores de Copenhague, a fim de reunir os capitais necessários ao aumento da produção de ouro, iniciada em 2007.
A exploração de depósitos de rubi começou na década de 1970, por causa que, em 1966, um rubi de qualidade gema foi descoberto em um afloramento que ficou conhecido como Ilha Ruby, por Martin Ghisler, do Serviço Geológico da Dinamarca e Groenlândia. Registra-se também a prospecção de outros minerais (urânio, alumínio, níquel, platina, tungstênio, titânio e cobre). Em 2008, o governo da Gronelândia decidiu revigorar as atividades de mineração em Maarmorilik, com o objetivo de fornecer uma linha de vida econômica às comunidades da região de Uummannaq, mantendo aberto o relativamente novo Aeroporto de Qaarsut. Os recursos provenientes da exploração de recursos minerais fornecerão à Gronelândia um contrapeso aos subsídios de montante fixo da Dinamarca. As operações são realizadas pela Angel Mining PLC, empresa registrada no Reino Unido. A partir de abril de 2010, foi o alargamento da entrada da mina para os 300 m necessários (980'). A mina conta com reservas de zinco e minério de ferro que devem durar 50 anos.
O turismo é o único setor com maior potencial de crescimento a curto prazo mas é limitado, devido à curta temporada e aos custos elevados.
O setor público, incluindo empresas públicas e municípios, desempenha um papel predominante na economia da Gronelândia. Cerca de metade das receitas governamentais vêm de subsídios do governo dinamarquês — um importante complemento ao produto interno bruto (PIB). O PIB per capita é equivalente ao das economias mais pobres da Europa, ainda que o IDH seja elevadíssimo.

## Infraestrutura

### Saúde
A assistência médica na Gronelândia está condicionada pelas grandes distâncias entre os centros populacionais. Conta com hospitais nas maiores localidades e postos de enfermagem na maior parte das restantes localidades. O maior hospital está na capital Nuuk. Tanto a assistência médica como dentária e os medicamentos são gratuitos para todos. Existem igualmente computadores públicos para a telemedicina nas pequenas localidades com mais de 50 habitantes.

#### Hospitais
- Dronning Ingridip Napparsimmavissua (Nuuk)
- Qaqortoq Sygehus (Qaqortoq)

### Transportes e comunicações

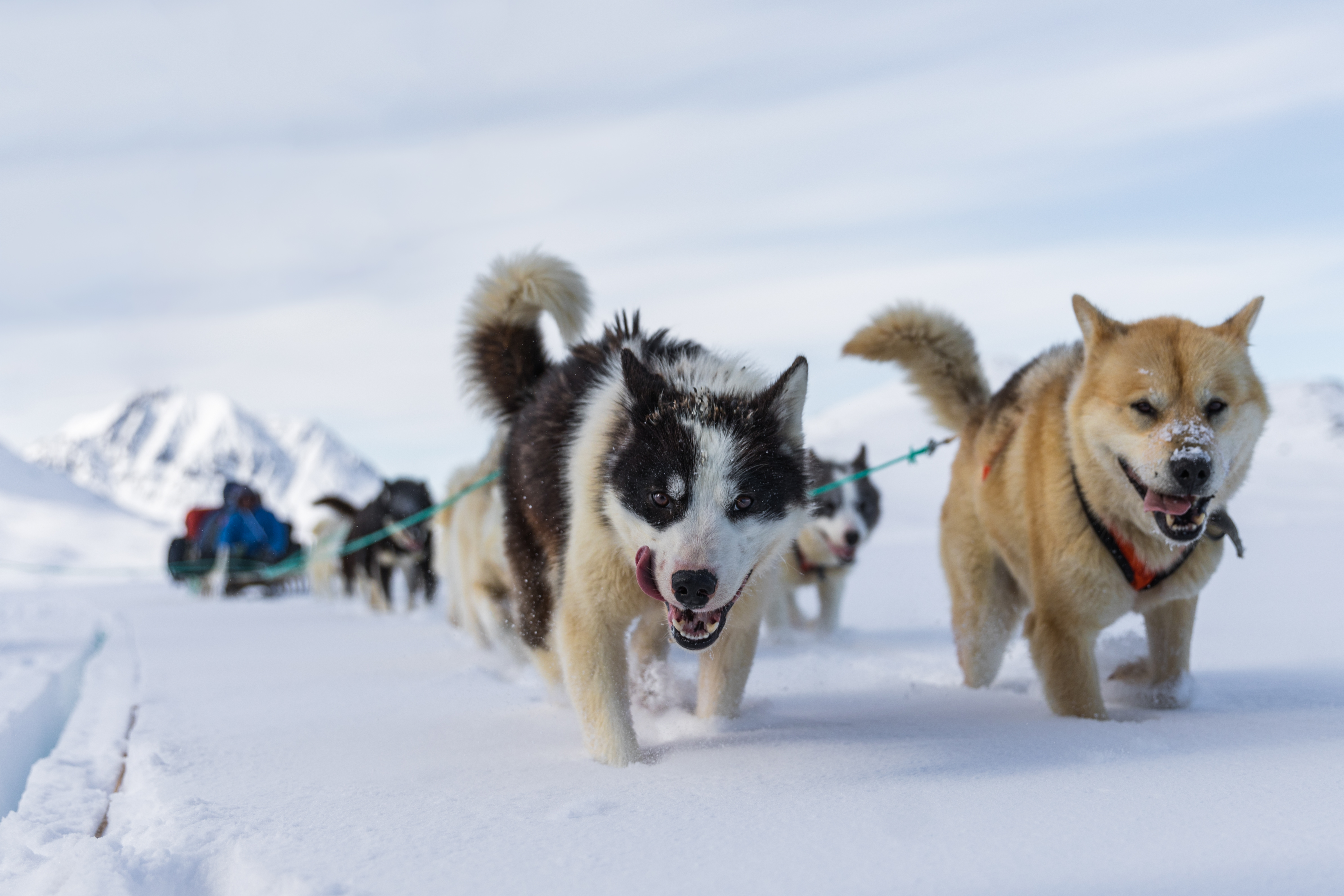
Cães da Gronelândia com trenó

Dado a maior parte da ilha estar coberta por gelo e glaciares que chegam ao mar, e as distâncias entre as localidades serem enormes, não existem grandes estradas nem vias férreas, porem as principais cidades são urbanizadas, contam com transporte urbano feito por ônibus e a maioria das vias asfaltadas, havendo ainda pequenos trechos de estradas rurais ligando assentamentos e pequenos povoados, principalmente em Kujalleq. Há também algumas estradas asfaltadas ligando portos, aeroportos e cidades, como por exemplo a estrada que liga o porto de Umiarsualiviup Aqq a Kangerlussuaq e arredores e outra de Kangilinnguit ao assentamento abandonado de Ivittuut. A maior parte dos transportes de cargas e passageiros são feitos por avião, helicópteros e por barco, assim como por motos de neve e trenós puxados por cães.
Na Groenlândia, existem 13 aeroportos com capacidade para operações STOL de asa fixa durante todo o ano, sendo que três deles também podem receber aeronaves maiores. Além disso, a Groenlândia possui uma extensa rede de 43 heliportos, com 8 considerados primários e os restantes heliportos.
A empresa estatal Greenland Airports opera a maioria desses aeroportos e heliportos, com supervisão da Autoridade Dinamarquesa de Transportes em relação às normas de segurança. A empresa emprega mais de 400 pessoas, principalmente nos principais aeroportos.
Os aeroportos com capacidade para aeronaves maiores são: Aeroporto de Nuuk (GOH), Aeroporto de Kangerlussuaq (SFJ), Aeroporto de Narsarsuaq (UAK).
A maioria dos heliportos é operada pela Air Greenland.
Em 2024, os aeroportos de Kalaallit e Mittarfeqarfiit foram fundidos, resultando na empresa Aeroportos da Groenlândia.
O porto parcialmente livre de gelo mais ao norte do país fica em Sisimiut.
Nos 150 km entre Sisimiut e Kangerlussuaq existe uma trilha de pedestres muito apreciada pelos turistas.

#### Aeroportos
- Aeroporto de Nuuk
- Aeroporto de Kangerlussuaq
- Aeroporto de Narsarsuaq
- Aeroporto de Sisimiut

#### Heliportos
- Heliporto de Aappilattoq
- Heliporto de Narsaq
- Heliporto de Qaqortoq
- Heliporto de Ittoqqortoormiit

#### Portos
- Nuuk
- Sisimiut
- Ilulissat
- Qaqortoq

#### Telefonia e internet
- Telefonia Fixa: 18 900 linhas em uso (2012)
- Telefonia Móvel: 59 455 números de celular em uso (2012)
- Usuário da Internet: 36 mil usuários (62% da população em 2012)

#### Rádio e TV
A Greenland Broadcasting Company fornece serviços públicos de rádio e TV em toda a ilha, com uma estação de transmissão e uma série de repetidores; existem algumas estações de rádio e TV locais privadas; e Estão disponíveis retransmissões de rádio públicas dinamarquesas (2015).

#### Energia
A Usina Hidrelétrica Buksefjord é a primeira e maior hidrelétrica na Gronelândia. Foi construída por Nuuk-Kraft e é operada por Nukissiorfiit — empresa da Gronelândia energética nacional. A construção da usina foi aprovada pelo parlamento da Gronelândia em 1990. Foi encomendada em 1993 e hoje abastece Nuuk.
A Gronelândia vem passando pro um processo de migração para energia renovável. Em 2010, uma nova usina hidrelétrica de 15 MW foi inaugurada para abastecer Sisimiut, segunda maior cidade da ilha, com energia elétrica limpa. Antes disso, em 2007, ocorreu o comissionamento do sistema de comunicação e de controle para a usina hidrelétrica de 9 MW em Qorlortorsuaq Dam, no município de Kujalleq.
O mais recente desses projetos de energias renováveis é uma usina hidrelétrica de 22,5 MW  para a cidade de Ilulissat, na costa oeste — a terceira maior comunidade na Gronelândia. A usina não é tripulada e está localizada em um fiorde isolado a 45 km de Ilulissat e substitui uma usina de energia existente acionada a diesel e irá fornecer eletricidade para a cidade e a rede de aquecimento local.
Como resultado destes e de outros projetos hidrelétricos, quase 70% da eletricidade da Gronelândia agora é gerada por energia hidrelétrica livre de emissões.

## Cultura
O Museu Nacional da Gronelândia (em gronelandês: Nunatta katersugaasivia allagaateqarfialu) é um museu localizado em Nuuk, capital da Gronelândia, que exibe a arte e história do país. Foi um dos primeiros museus estabelecidos no país, inaugurado no meio da década de 1960. O museu está estreitamente ligado com o Museu Nacional da Dinamarca, do qual expandiu as suas coleções. O museu tem muitos artefatos relacionados com arqueologia, história, arte, artesanato e também tem informações sobre ruínas, cemitérios, edifícios, etc. O museu possui um amplo e bem apresentado acervo com sessões que contam a história do país, mas que consequentemente refletem a história mundial, como por exemplo, a exibição que mostra as mudanças sociais que ocorreram na década de 1950, ou a rocha mais antiga do mundo (3 800 milhões de anos) que foi encontrada na região de Nuuk. O museu apresenta peças que remetem os tempos primários da humanidade, como por exemplo, réplicas de caiaques e barcos a remo que eram utilizados, principalmente, por mulheres. O destaque do museu são as múmias Qilakitsoq que datam do século XV. Foram encontradas por dois irmãos em 1972, porém, foram deixadas lá até 1977 quando o museu ouviu falar da história e as recuperou. As múmias são um trio de mulheres e uma criança de seis meses. Elas são expostas utilizando suas roupas de pele e botas tradicionais. Ainda não se sabe a razão de suas mortes.
O Museu de Arte de Nuuk (em dinamarquês: Nuuk Kunstmuseum) é um museu de arte em Nuuk. O museu é possui aproximadamente 650 m2, é localizado no bairro de Kissarneqqortuunnguaq, em Nuuk. O museu possui uma coleção vasta de itens coletados pelo empresário e empreiteiro Svend Junge e sua mulher, Helene. Ao todo, a coleção no museu conta com mais de 700 peças, contendo figuras em pedra sabão, marfim e madeira, gráficos, desenhos, aquarelas e pinturas. Além disso, em particular, o espaço contém uma coleção de mais de 150 pinturas, feitas com tinta a óleo e quadros de ouro de Emanuel A. Pedersen, penduradas pelas paredes.
Com relação à culinária da Gronelândia, destaque para seus ingredientes raros e exóticos. A comida tradicional é feita com os ingredientes locais preparados de maneira simples. Legumes e frutas são pouco comuns no cardápio diário, uma vez que, por serem importados, são muito caros. Especiarias não são muito utilizadas e os acompanhamentos são apenas arroz, batata e cebolas. Carne de baleia, carne de rena, carne de foca e aves são muito populares no país. Um prato clássico, uma sopa chamada suaasat, é feita, normalmente, com carne de foca (pode também ser feita com peixe, ave, carne de baleia ou renas). A sopa é rica e nutritiva e leva também arroz, cebolas e batatas. Sal e pimenta fazem o acabamento final. Outra guloseima muito apreciada é o mattak, que é pele de baleia com uma fina camada de gordura, que é normalmente comida crua cortada em pequenos cubos, sempre acompanhada com muitas xícaras de gaffi (café forte). A carne de rena é considerada uma fina iguaria.
A cultura popular dos nativos possui características bem peculiares. Groenlandeses acreditam que seus filhos nascem com uma personalidade completa e que são dotados com a sabedoria, instinto de sobrevivência, magia e inteligência de seus antepassados. Portanto, de acordo com esta perspectiva tradicional, punir as crianças por mau comportamento é um insulto aos seus antepassados.
A sociedade inuit, até hoje, dá normalmente mais valor aos meninos do que às meninas. As famílias, normalmente, são pequenas (em média dois filhos por casal) e o núcleo familiar é muito importante nas comunidades gronelandesas. Os grupos familiares consideram os recursos como propriedades comunitárias. Por exemplo, os alimentos obtidos através da caça e pesca, geralmente, são divididos igualmente entre os parentes do grupo familiar.

### Desportos
Entre os desportos tradicionais da Gronelândia estão aqueles ligados à sua localização geográfica no Ártico e às suas tradições culturais – como é o caso das corridas de trenós puxados por cães, das corridas de esquis e das competições de caiaques.
O andebol e o futebol são desportos muito populares, sendo este último praticado por uns 10% da população.
Outras modalidades com muitos adeptos são o badminton, o ténis de mesa, o taekwondo e o voleibol.

#### Filiação ao handebol internacional
Entre todas as federações internacionais desportivas, apenas a Federação Internacional de Handebol reconhece a Gronelândia como uma federação independente, fazendo parte da Confederação Norte-Americana de Handebol, uma das três subdivisões da Federação Pan-Americana de Handebol.

A equipe nacional masculina conseguiu se classificar para o Campeonato Mundial de Handebol nas edições de 2001, 2003, e 2007.
Em 16 de junho de 2018, iniciou o Pan-Americano de Handebol Masculino em Nuuk. Foi a primeira vez que a Gronelândia sediou um campeonato continental de handebol dessa magnitude. Ao todo, 12 seleções entraram em quadra em busca do título e das três vagas, destinadas ao continente, ao Mundial da Alemanha-Dinamarca, em janeiro de 2019.
Foram sete dias de competição no frio do começo de verão groenlandês. A temperatura máxima no dia da estreia do Pan chegou a marca dos 8 °C. Além do frio, o idioma dificultou a vida dos atletas e torcedores/turistas. A língua oficial é o groenlandês e o dinamarquês, porém havia muitos voluntários que dominavam a língua inglesa para auxiliar os estrangeiros.
As 33 partidas da primeira fase mais as 10 da fase final e por posições no quadro geral foram disputadas na Godthåbhallen, principal centro esportivo de handebol e outros esportes de quadra da capital, que tem espaço para abrigar até mil torcedores.

#### Filiação às ilhas e ao Ártico
A ilha também é membro da Associação Internacional dos Jogos das Ilhas, o que lhe dá direitos de participação nos bianuais Jogos das Ilhas; e também nos Jogos de Inverno do Ártico. Em 2002, Nuuk sediou junto com Iqaluit, na província canadense de Nunavut a edição daquele ano.
A Groenlândia ganhou, então, o troféu de "fair play" que também ganhara em 1994.

## Turismo
Os maiores grupos de turistas são provenientes dos países nórdicos, Estados Unidos, Alemanha, Reino Unido e França.
O acesso à Groenlândia é feito pelos aeroportos de Ilulissat, Kangerlussuaq, Nuuk, Narsarsuaq, Kulusuk e Nerlerit Inaat em Ittoqqortoormiit.

## Património turístico
Algumas atrações turísticas mais procuradas atualmente são:

- Fiorde de gelo de Ilulissat (Isfjorden) — Fiorde a sul da cidade de Ilulissat, declarado Património Mundial da UNESCO em 2004
- Glaciar Jakobshavn — O maior glaciar de descarga do hemisfério norte
- Museu Nacional da Gronelândia
- Catedral de Nuuk
- Kangeq — Aldeia piscatória abandonada
- Igreja de Hvalsey — Ruína de igreja construída pelos vikings por volta do século XII
- Parque Nacional do Nordeste da Gronelândia (Nationalparken i Nord- og Østgrønland) — O maior parque nacional do mundo.
- Trilho do Círculo Polar Ártico (Arctic Circle Trail) - Com 160 quilómetros de extensão, entre Kangerslussuaq e Sisimiut.

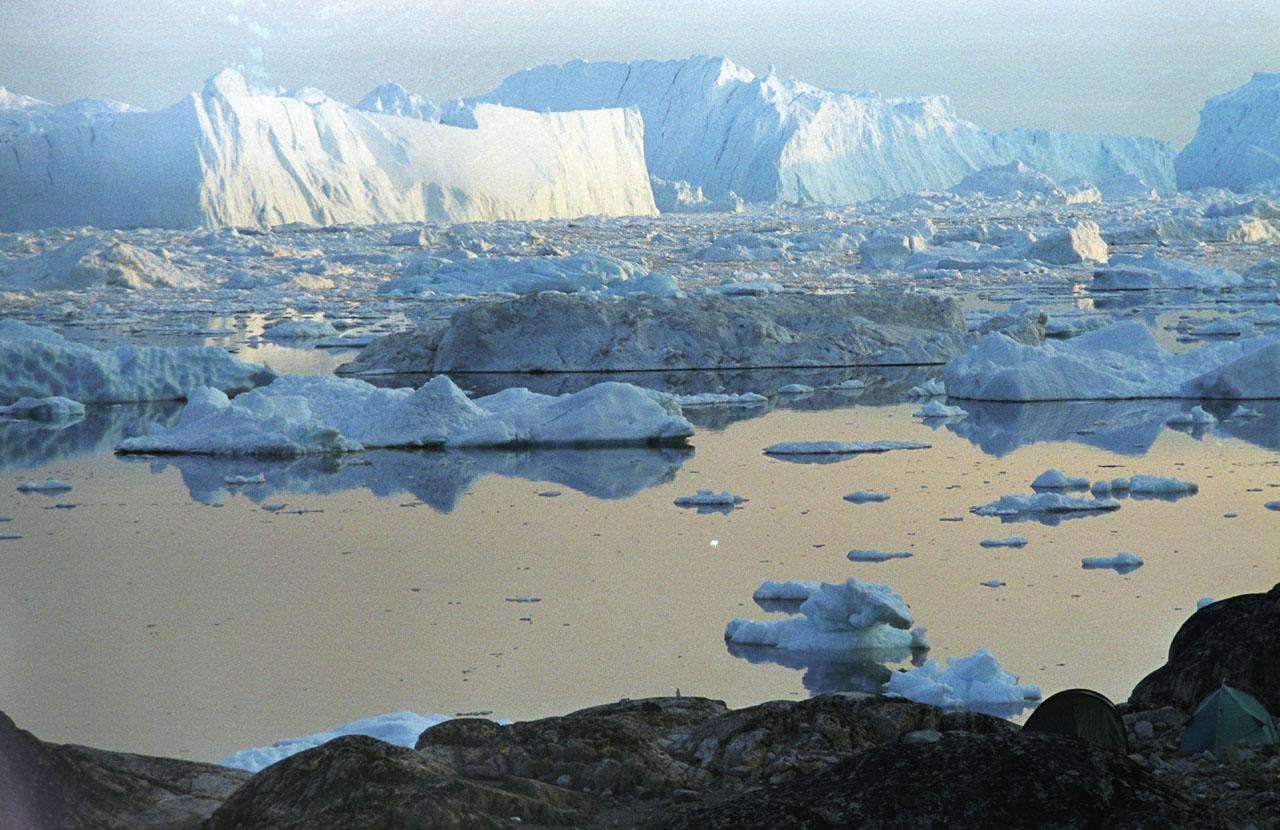
O Fiorde de gelo de Ilulissat
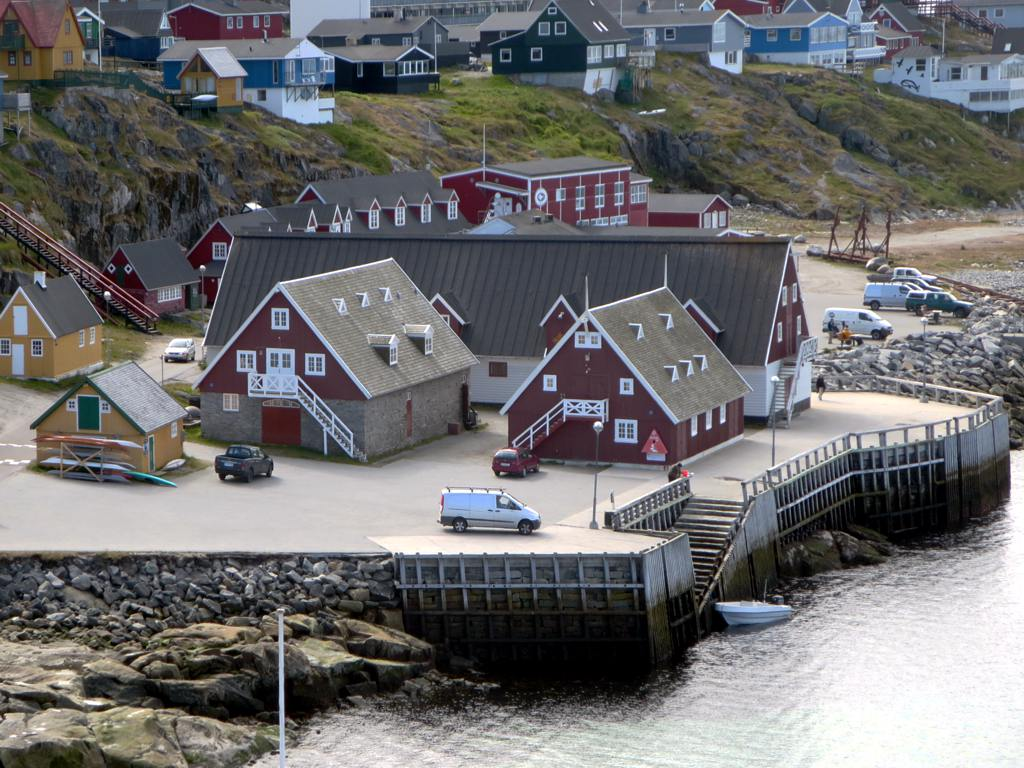
O Museu Nacional da Gronelândia em Nuuk
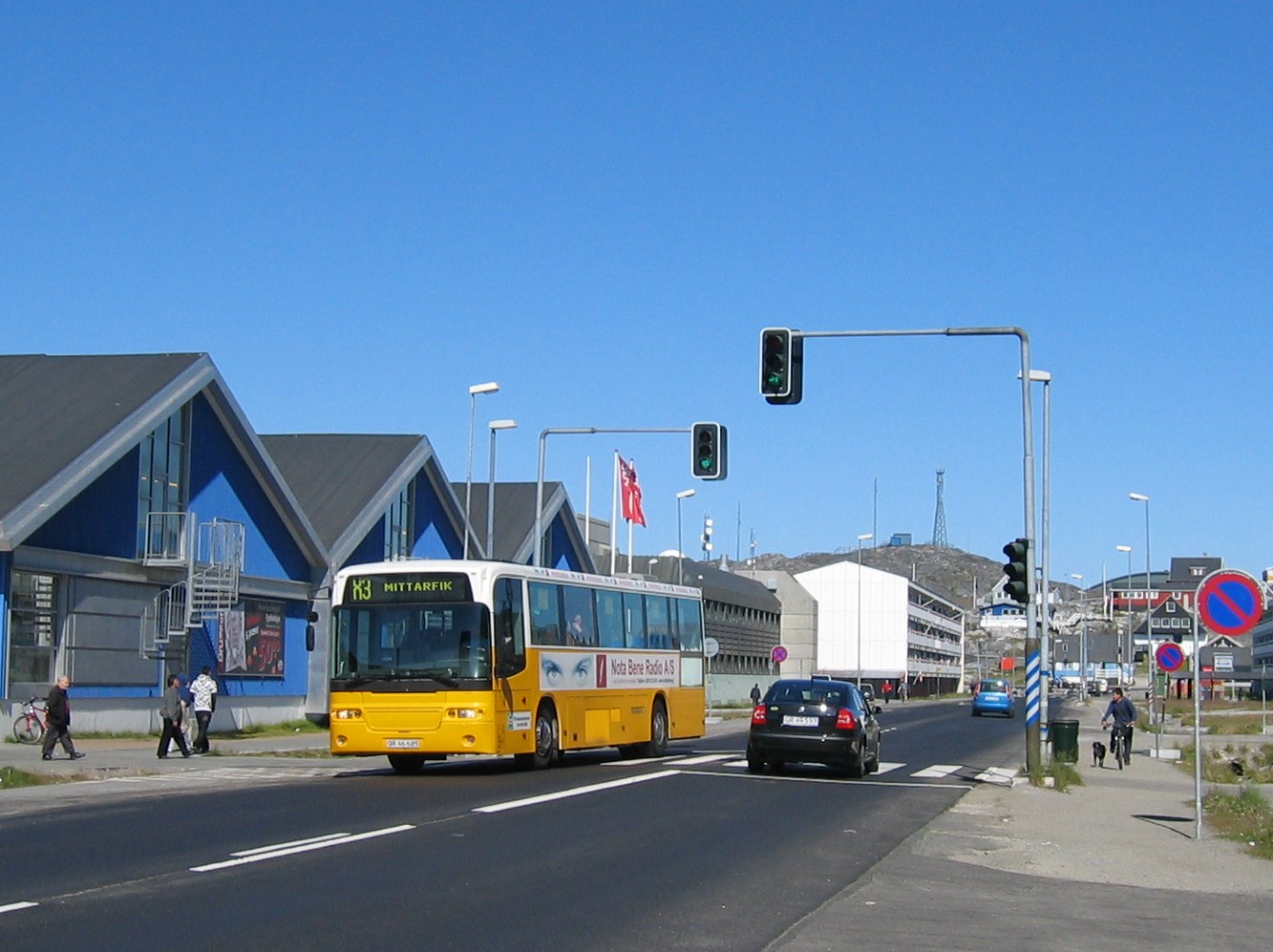
Transportes urbanos em Nuuk
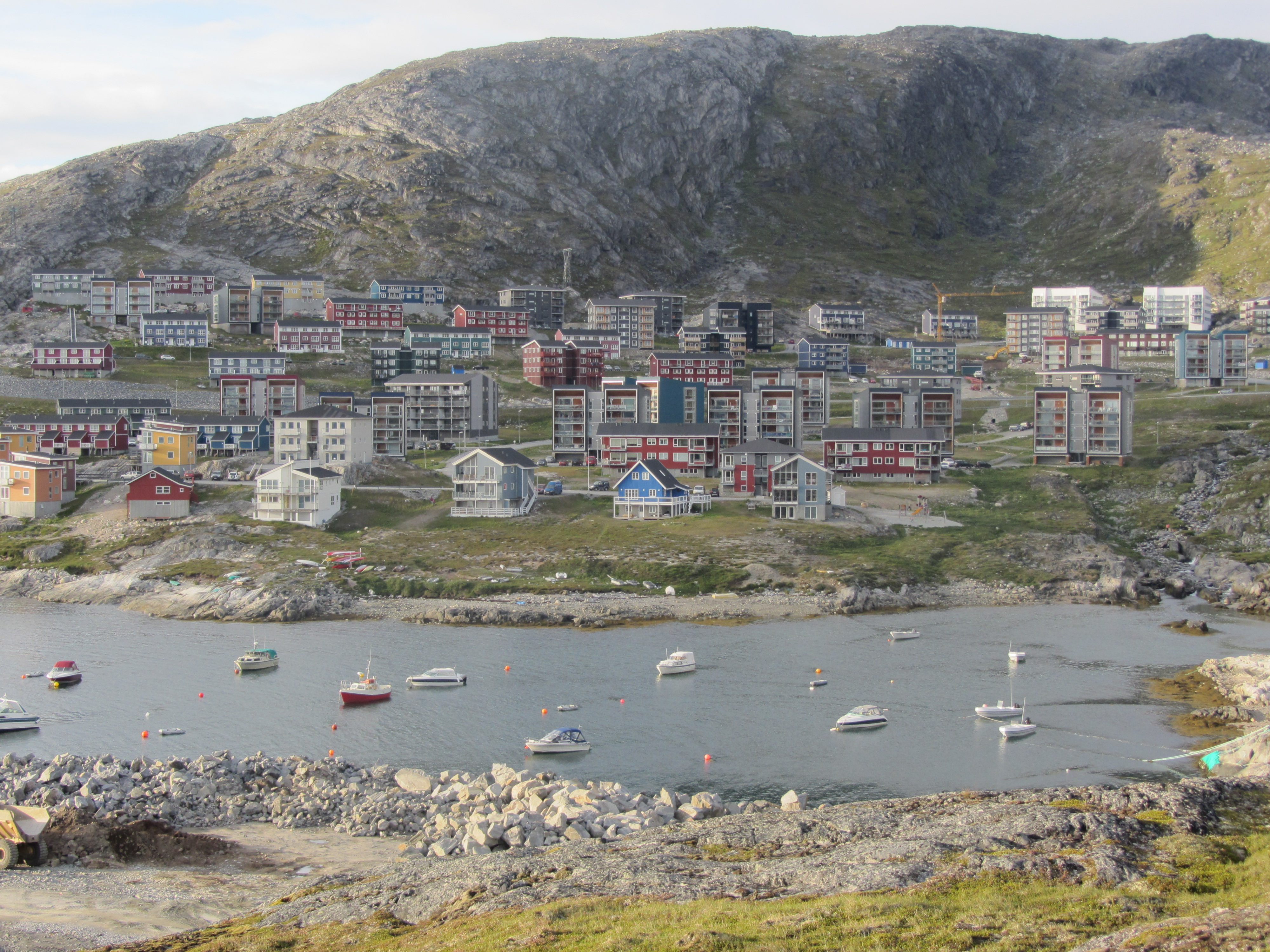
Urbanizaçäo moderna em Nuuk
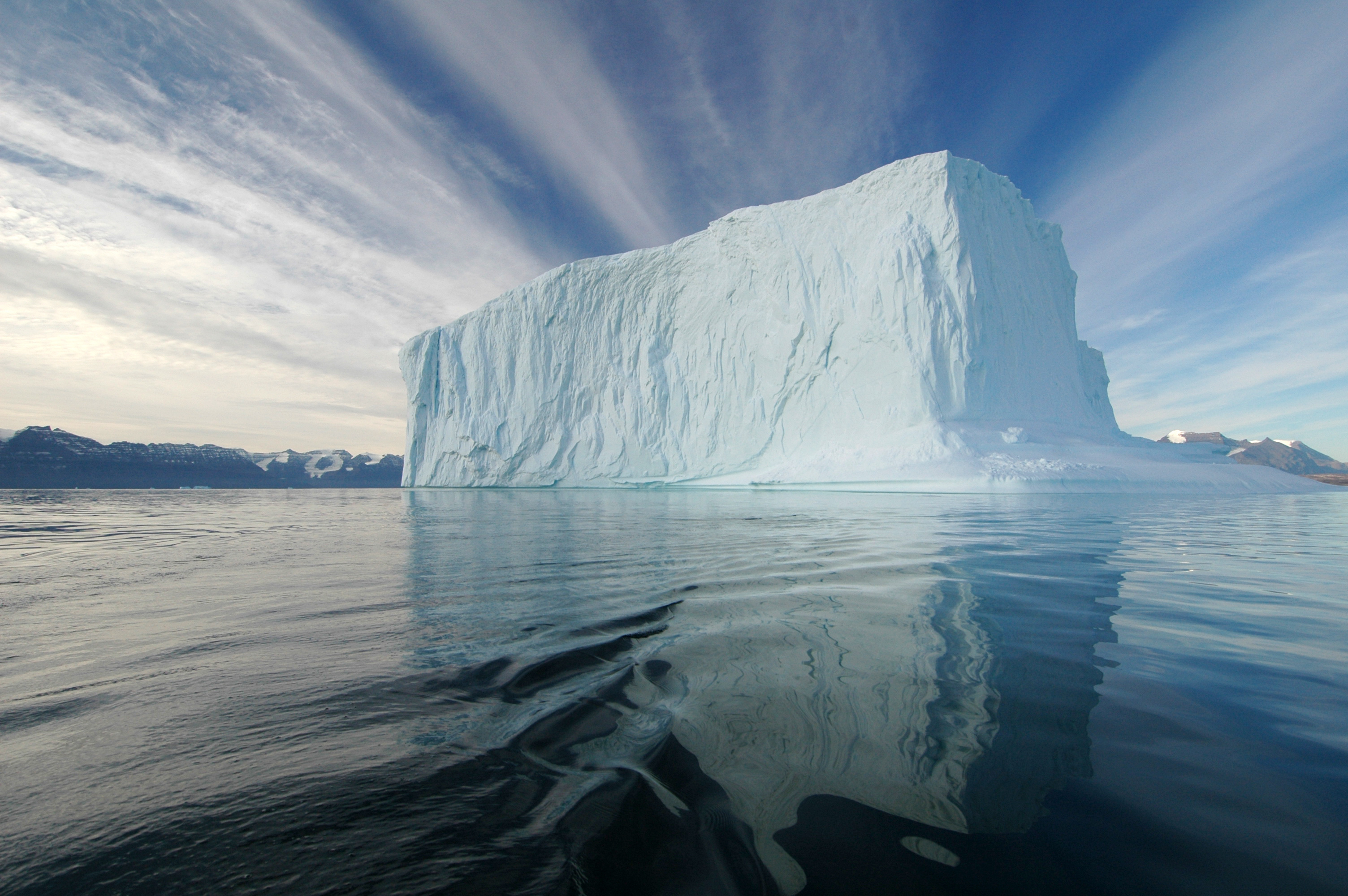
Icebergue no Parque Nacional do Nordeste da Gronelândia
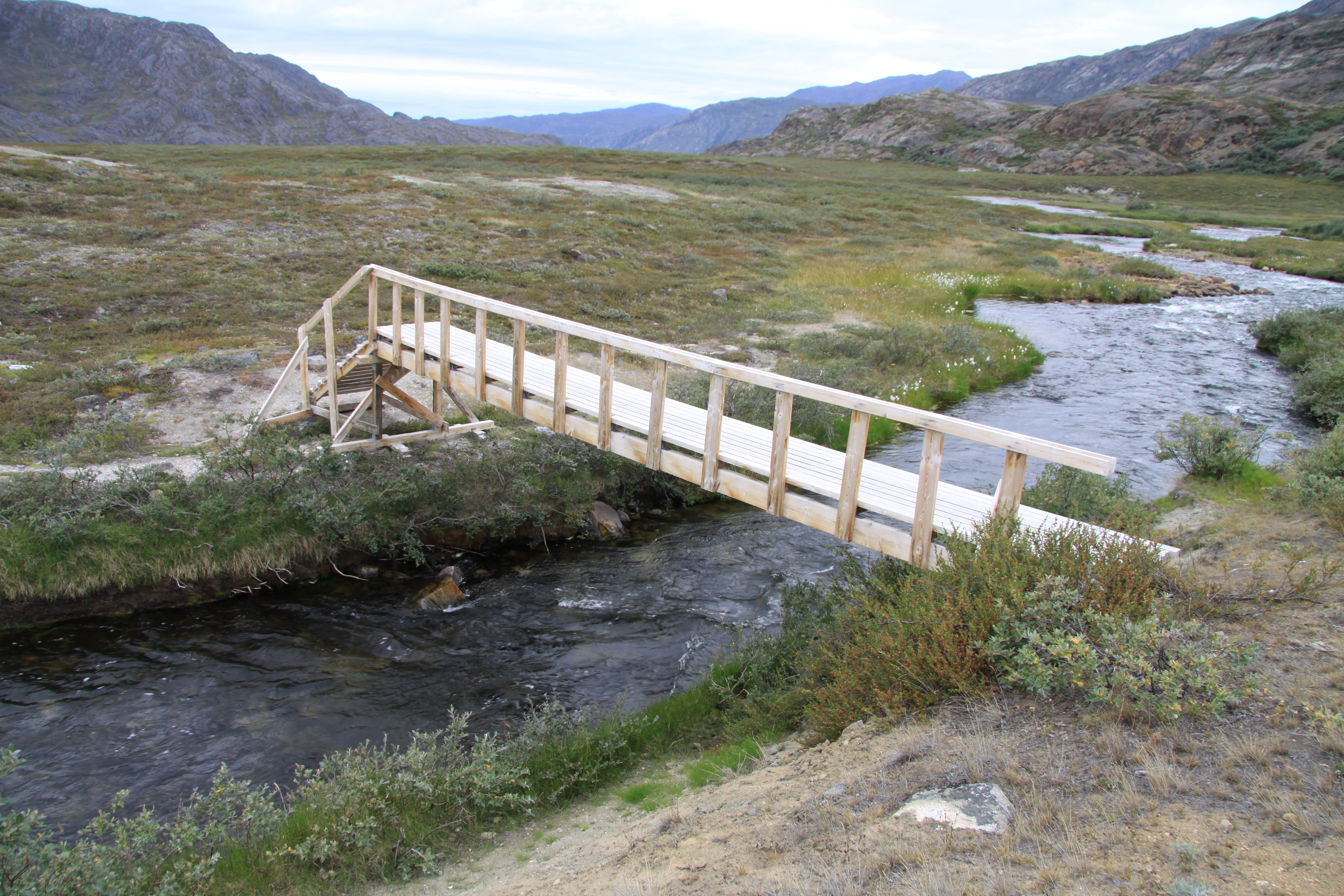
Trilho do Círculo Polar Ártico
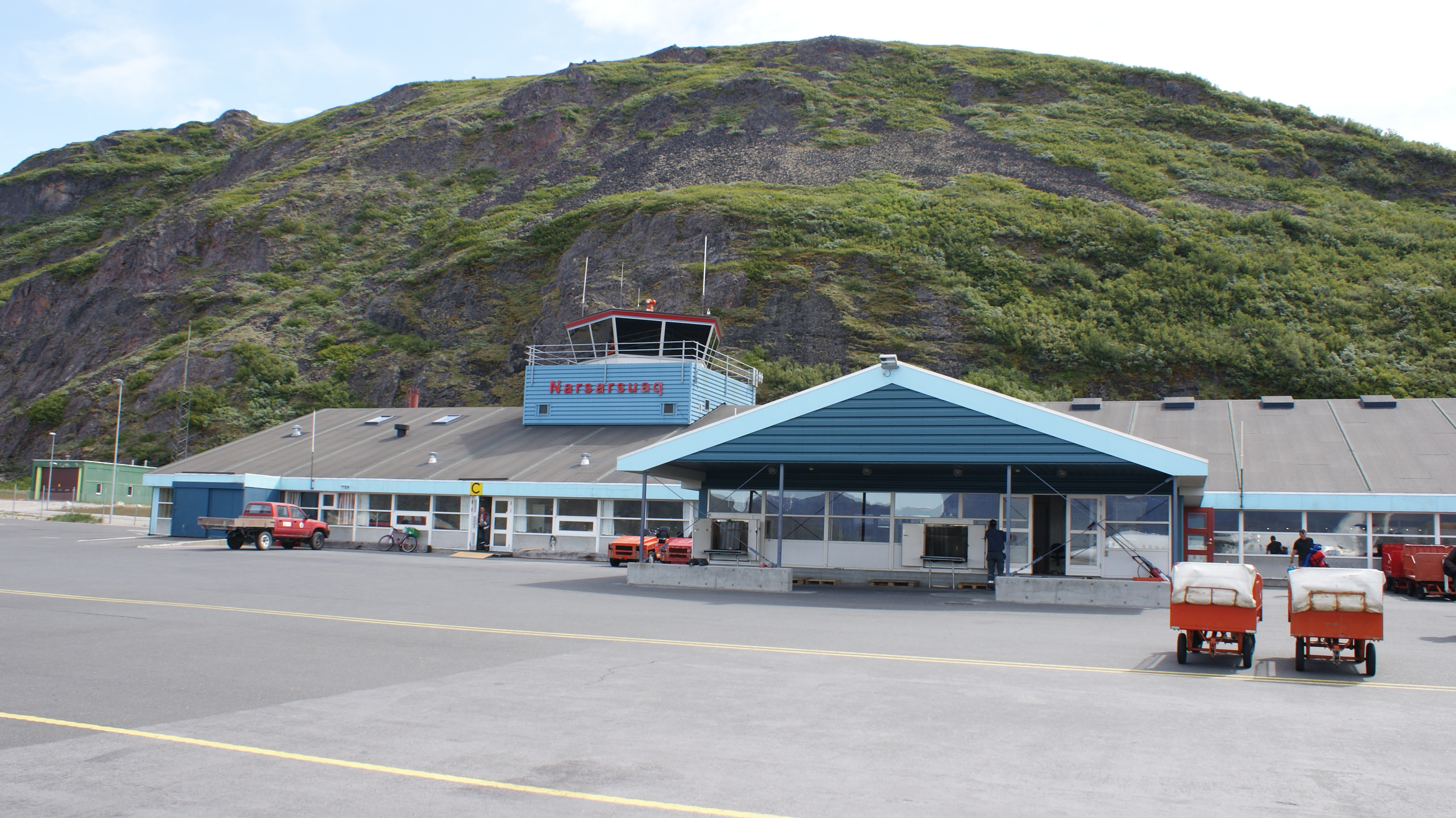
Aeroporto de Narsarsuaq